# Курортна вулиця (Київ)
Куро́ртна ву́лиця — вулиця в Оболонському районі міста Києва, селище Пуща-Водиця. Пролягає від Міської вулиці до кінця забудови (до колишньої Леніногорської вулиці).
Прилучаються вулиці 1-ша лінія, 3-тя лінія і 4-та лінія.

## Історія
Виникла наприкінці XIX століття. Мала назву Тургенєвська, на честь російського письменника Івана Тургенєва. Сучасна назва — з 1955 року.